# Fronsoma longicauda
Fronsoma longicauda är en stekelart som beskrevs av T.C. Narendran 1994. Fronsoma longicauda ingår i släktet Fronsoma och familjen kragglanssteklar. Inga underarter finns listade i Catalogue of Life.